# عثمان البتي
عثمان البتي اسمه عثمان وهو ابن سليمان بن جرموز البصري، فقيه البصرة، كنيته: أبو عمرو، يعرف بـالبتي -بفتح الباء الموحدة بعدها مثناة مكسورة-. وكان يبيع البتوت فقيل: البتي، والبت كساء غليظ جمعه بتوت. من رواة الحديث، ومن فقهاء التابعين بالبصرة. قال ابن سعد: وكان ثقة له أحاديث وكان صاحب رأي وفقه، أخبرنا محمد بن عبد الله الأنصاري قال كان عثمان البتي من أهل الكوفة فانتقل إلى البصرة فنزلها وكان مولى لبني زهرة.
وثقه أحمد والدارقطني وابن سعد وابن معين فيما نقله عباس عنه وروى معاوية بن صالح عن ابن معين ضعيف وقال أبو حاتم شيخ يكتب حديثه وقال ابن سعد له أحاديث كان صاحب رأى وفقه.
وقال ابن أبي خيثمة سمعت يحيى بن معين يقول مات سنة (143) وفيها أرخه ابن جرير والقراب.

## روايته للحديث
روى عن أنس بن مالك والشعبي وعبد الحميد بن سلمة ونعيم بن أبي هند والحسن البصري.
وروى عنه شعبة والثوري وحماد بن سلمة وهشيم وعيسى بن يونس وأبو شهاب وعثمان بن عثمان الغطفاني ويزيد ابن زريع وإسماعيل بن علية وغيرهم.
قال الجوزجاني عن أحمد: صدوق ثقة، وقال الدوري عن ابن معين ثقة وقال معاوية بن صالح عن ابن معين ضعيف وقال ابن سعد كان ثقة له احاديث وكان صاحب رأي وفقه.
وقال أبو حاتم شيخ يكتب حديثه وقال الدارقطني ثقة.
قلت: قال النسائي في الكنى عثمان البتي أنا معاوية بن صالح عن ابن معين قال عثمان البتي ضعيف وقال النسائي هذا عندي خطأ ولعله أراد عثمان البري وذكره ابن حبان في الثقات.